# 米倉久子
米倉 久子（よねくら ひさこ、1889年〈明治22年〉11月6日 - 1938年〈昭和13年〉2月9日）は、日本の歌人。夫は同じく歌人の小田観螢。結婚後の本名は小田 久子。病気療養の身で、夫の手厚い看病を受けて、互いに心を通わせたことで、「現代の比翼歌人」と賞された。

## 経歴
山梨県米倉村（現・笛吹市）で誕生した。1904年（明治37年）、17歳のときに作家を志した。1915年（大正4年）に短歌雑誌「潮音」の創刊に参画し、創刊と共に幹部同人として活躍した。
1918年（大正7年）、小田観螢と結婚した。夫の教員としての任地である北海道に移住し、二児をもうけた。しかし生来より病弱の身であり、先妻の子の養育、自身の出産、北海道の厳しい気候で体を患ったことで、1926年（大正15年）、子供を観螢のもとに残して山梨に帰り、療養生活を送った。
1930年（昭和5年）、小田観螢との合著『忍冬（ずいかずら）』を発表した。観螢の師である太田水穂は「この夫婦の沈痛な生涯をつくづく見て、終わりまで忍ぶものの寒苦に、涙といふよりも一種の畏敬せらるねき厳粛さを感ずる」と文を寄せた。
1938年（昭和13年）2月、重篤に陥った。観螢が子供たちを連れて山梨へ駆けつけ、成長した子供たちと再会した。しかしそれも空しく、同1938年2月9日に病死した。没後には遺歌集『竹落葉』が刊行された。

## 代表歌
- 微塵だにけがれぬ雪のなかにしてききしや鐘の久遠のひびき[4]
- 白き雛孟宗竹の幹ごしに餅をあさりゐていつまでの世ぞ[3]